# Karlheinz Hora

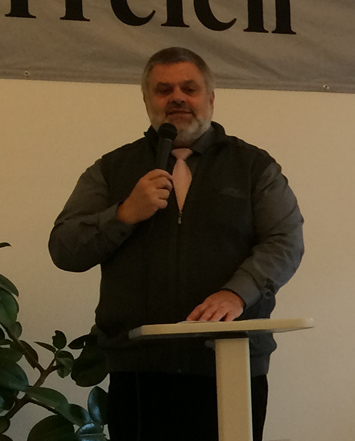
Karlheinz Hora (2014)

Karlheinz Hora (* 1. Juni 1957 in Wien; † 4. August 2017) war ein österreichischer Politiker (SPÖ). Er war Abgeordneter zum Wiener Landtag und Mitglied des Wiener Gemeinderats und von 2013 bis 2016 Bezirksvorsteher der Leopoldstadt.

## Ausbildung und Beruf
Nach Volks- und Hauptschule sowie einer abgebrochenen Handelsschulausbildung begann Hora 1973 eine Lehre zum Bürokaufmann bei der Firma Baumeister Löscher & Helmer.
Nach seinem Lehrabschluss 1976 arbeitete er bis 1977 dort als Lagerplatzverwalter und wechselte 1978 als Angestellter zur Zentralsparkasse und Kommerzialbank Wien, wo er eine Ausbildung zum Sparkassenkaufmann erhielt. 1985 bis 1986 war Hora kaufmännischer Leiter der Firma SWE-Softwareentwicklungges.m.b.H, 1987 Disponent-Leiter Niederlassung Wien der Firma REX Handelsgesellschaft mbH und wurde 1987 bei der Wiener Stadthalle angestellt, wo er bis 1992 blieb. Ab 1991 arbeitete er dort als Stabsstellenleiter EDV. Er war zudem 1996 Gesamtprokurist der Wiener Veranstaltungsservice Ges.m.b.H, 1997 stellvertretender Profitcenterleiter der Abteilung Veranstaltungsservice und war von April 2007 bis 2009 selbständiger EDV-Berater.
Ab 2007 war Hora als Vorstands- beziehungsweise Aufsichtsratsmitglied mehrerer österreichischer Wohnungsunternehmen, wie etwa der Sozialbau AG, tätig.

## Politik
Hora war ab 1996 Bezirksrat in der Leopoldstadt und wechselte 2001 in den Wiener Landtag und Gemeinderat. Zwischen 2006 und 2010 hatte er das Amt des Vorsitzenden des Gemeinderatsausschusses für Stadtentwicklung und Verkehr inne. Als Verkehrs- und Planungssprecher seiner Fraktion (bis Ende 2012) lagen seine politischen Schwerpunkte in der Planung und Stadtentwicklung, Verkehr, Wohnen und Technologie.
Innerparteilich war er zwischen 2000 und 2007 Bezirkssekretär in diesem Bezirk und zwischen 1996 und 2001 Mitglied des Vorstandes der SPÖ Wien-Leopoldstadt. Seit 2007 war er erneut Mitglied des Vorstandes der SPÖ Leopoldstadt. Seit April 2013 Bezirksvorsteher. Im Oktober 2009 übernahm er die Funktion des Landessekretärs des Wiener Pensionistenverbandes, zudem war er ab 2009 Vorsitzender des Wiener Kleingarten-Beirates.

## Privates
Karlheinz Hora war verheiratet. Er hatte einen Sohn und eine Tochter. Er verstarb am 4. August 2017 an einer Krebserkrankung. Er wurde am Wiener Zentralfriedhof bestattet.
Die Gemeindebauten am Handelskai 214 und 214 A im 2. Bezirk wurden 2022 Karlheinz-Hora-Hof benannt.